# Cô bé Lọ Lem II: Những giấc mơ trở thành hiện thực
Cô bé Lọ Lem II: Những giấc mơ trở thành hiện thực (tên gốc: Cinderella II: Dreams Come True) là phần tiếp theo sau phần đầu của bộ phim Cô bé Lọ Lem.

## Nội dung
Bộ phim là một loạt các câu chuyện hư cấu do những chú chuột tưởng tượng ra và chưa từng xảy ra đối với nàng Lọ Lem trên thực tế. Chuột và chim đã tổng hợp các câu chuyện đó lại thành một cuốn sách. Đến cuối phim, những chú chuột đưa nó cho Lọ Lem và nàng đọc cho mọi người nghe câu chuyện hư cấu về chính mình.

### Chương I: Nàng Lọ Lem làm cung điện rực sáng
Thế là cuối cùng Lọ Lem cũng đã lấy được Hoàng tử và sống rất hạnh phúc. Sau khi đi tuần trăng mật về, Nhà Vua đã mời bà công tước Prudence dạy bảo cho nàng những luật lệ trong cung và để chuẩn bị cho bữa tiệc của hoàng gia sắp tới. Lọ Lem phải mặc những chiếc áo, làm những kiểu tóc trông chẳng còn là một cô gái xinh đẹp nữa. Điệu nhảy thì thật buồn tẻ và đơn điệu. Món tráng miệng là mận hầm thật kinh khủng, đến cả Gus cũng chán ghét. Rèm cửa thì không bao giờ được mở ra nên cung điện không bao giờ được sáng sủa. Thường dân cũng không được phép vào trong cung.
Lọ Lem, Jaq và Gus không thể chịu đựng được nữa. Nàng quyết định thay đổi cung điện bằng những việc làm của mình. Đầu tiên, Lọ Lem ra ngoài thị trấn phát thiệp mời dự bữa tiệc cho những người dân. Sau đó, nàng ra chợ mua sữa và sô-cô-la làm món tráng miệng cho bữa tiệc. Lọ Lem cải thiện điệu nhảy trong cung điện sao cho vui tươi và đầy đủ sắc màu. Rèm cửa sau bao nhiêu năm đóng kín cuối cùng cũng được mở ra. Cung điện trở nên sáng sủa hơn bao giờ hết.
Rồi cái ngày tổ chức bữa tiệc cũng đến. Nhà Vua rất bất ngờ trước những việc làm làm đổi mới những luật lệ trong cung của Lọ Lem, liền khen thưởng nàng và phong Lọ Lem làm Công chúa. Giấc mơ làm một công chúa thực thụ của nàng đã trở thành hiện thực.

### Chương II: Jag - chú chuột anh hùng
Hôm nay, chú chuột Jag muốn hái một bó hoa tặng Lọ Lem. Vừa đến nơi thì ngài tể tướng đã tặng nàng một bó còn to hơn nữa rồi. Sau đó có người lại gọi Lọ Lem xuống họp về việc tổ chức lễ hội mùa xuân. Nhưng nàng lại để quên giấy tờ. Jag liền mang nó xuống phòng họp và đã làm một người sợ hết vía.
Thất vọng, chú liền gặp bà tiên và xin biến thành người. Bà tiên chấp thuận. Khi đã biến thành người, Jag vẫn còn lá gan của một con chuột, rất vụng về và thậm chí còn sợ mèo. Gặp các bạn thì chú làm họ sợ một phe hết vía. Jag cảm thấy làm người thật khó.
Lễ hội mùa xuân cũng đã đến. Nhưng do sơ suất của Jag nên chú đã làm một con voi trở nên hung dữ và phá tan buổi lễ. Lúc đó bà tiên liền xuất hiện. Jag cầu xin bà biến chú trở lại làm chuột như xưa. Sau khi trở lại là chuột, Jag liền ra chặn ngang con voi lại vì voi vốn sợ chuột. Mọi người đã được cứu. Chú cảm thấy giấc mơ giúp Lọ Lem đã trở thành hiện thực.

### Chương III: Câu chuyện tình yêu giản dị của Anastasia
Đã từ lâu, Anastasia mong rằng sẽ có người nào đó yêu mình. Nàng không mong ước đó sẽ là một hoàng tử hay người nào giàu có. Mẹ Anastasia đã quyết định sẽ cho hai con của mình cưới những người có chức quyền trong lâu đài. Bà nói điều quan trọng để thu hút các anh chàng là phải đẹp.
Ngày hôm sau, họ ăn mặc rất đẹp đẽ ra ngoài để tìm kiếm phu quân cho mình. Bất chợt Anastasia bị thu hút bởi anh chàng nướng bánh trẻ tuổi đang cặm cụi làm việc trong tiệm bánh mỳ. Họ đã làm quen và bắt đầu yêu nhau. Nhưng mẹ nàng và chị gái - Drizella - đã phát hiện ra, chê bai anh ta rồi dẫn Anastasia ra ngoài. Lọ Lem cũng đã có mặt ở đó và chứng kiến hết, cô hẹn Anastasia 12 giờ trưa hôm sau có mặt tại chợ.
Hôm sau, Anastasia có mặt đúng giờ nhưng đã có một hiểu lầm xảy ra. Chàng nướng bánh trẻ tuổi - người yêu của cô mua một vòng hoa tình yêu và đứng nói chuyện với một cô gái. Anastasia tưởng anh ta tặng vòng hoa cho cô gái đó, cô đau đớn chạy đi khóc nức nở. Nhưng rồi họ cũng nhanh chóng làm lành với nhau. Bất chấp sự ngăn cản của mẹ và chị gái, nàng đã đến lâu đài khiêu vũ với anh chàng đó một đêm. Giấc mơ của Anastasia cuối cùng cũng trở thành hiện thực.

## Tiếp nhận
Mặc dù các bản thu hình của bộ phim bán rất chạy, với doanh thu là 120 triệu đô la Mỹ, song các nhà phê bình phim lại đánh giá Cô bé Lọ Lem II một cách tiêu cực. Các nhà phê bình đánh giá với số điểm 0%, trong khi các người dùng trên mạng đánh giá với số điểm 36%.